# Daniel Atienza
Daniel Atienza Urendez (Moudon, Zwitserland, 22 september 1974) is een Spaans voormalig wielrenner. Hij was beroepsrenner tussen 1997 en 2005.

## Belangrijkste resultaten
1996
- 1e - etappe 7 Circuito Montañés

1998
- 3e - Ronde van Beieren

1999
- 6e - Ronde van de Apennijnen
- 6e - Subida a Urkiola
- 7e - GP Miguel Indurain

2000
- 1e - Rominger Classic
- 10e - Ronde van Zwitserland

2002
- 6e - Bicicleta Vasca
- 6e - Ronde van de Ain

2003
- 5e - Japan Cup
- 6e - Ronde van Burgos
- 9e - Ronde van Catalonië

2004
- 4e - Ronde van Catalonië

2005
- 9e - Ronde van Romandië

## Resultaten in voornaamste wedstrijden
| Jaar | Ronde van Italië | Ronde van Frankrijk | Ronde van Spanje |
| ---- | ---------------- | ------------------- | ---------------- |
| 1998 |                  |                     | opgave           |
| 1999 |                  |                     | opgave           |
| 2000 |                  | 29e                 |                  |
| 2001 |                  | 30e                 | 48e              |
| 2002 |                  | opgave              | 28e              |
| 2003 |                  |                     | 32e              |
| 2004 |                  |                     | 25e              |
| 2005 | 14e              |                     | 16e              |

| Jaar | Ronde van Lombardije |  | Wereldranglijsten |
| ---- | -------------------- |  | ----------------- |
| 1998 |                      |  |                   |
| 1999 |                      |  |                   |
| 2000 |                      |  |                   |
| 2001 |                      |  |                   |
| 2002 |                      |  |                   |
| 2003 | 44e                  |  |                   |
| 2004 |                      |  |                   |
| 2005 |                      |  | 102e (UPT)        |